# (11007) Granahan
(11007) Granahan est un astéroïde de la ceinture principale.

## Description
(11007) Granahan est un astéroïde de la ceinture principale. Il fut découvert le 1er novembre 1980 à l'Observatoire Palomar par Schelte J. Bus. Il présente une orbite caractérisée par un demi-grand axe de 2,24 UA, une excentricité de 0,14 et une inclinaison de 3,2° par rapport à l'écliptique.